# 양지 바른 쪽
양지 바른 쪽(Sunnyside)은 미국에서 제작된 찰리 채플린 감독의 1919년 코미디 영화이다. 찰리 채플린 등이 주연으로 출연하였다.

## 출연

### 주연
- 찰리 채플린

## 제작진
- 미술: 찰스 D. 홀